# Tulare (Medveđa)
Pour les articles homonymes, voir Tulare.
Tulare (en serbe cyrillique : Туларе) est un village de Serbie situé dans la municipalité de Medveđa, district de Jablanica. Au recensement de 2011, il comptait 170 habitants.

## Démographie
| 1948 | 1953 | 1961 | 1971 | 1981 | 1991 | 2002 | 2011 |
| ---- | ---- | ---- | ---- | ---- | ---- | ---- | ---- |
| 460  | 544  | 548  | 479  | 351  | 244  | 166  | 170  |

|  |